# ASM Global
ASM Global, die Kurzform für Arena Stadium Management Global, ist ein führendes Unternehmen im Bereich Veranstaltungsmanagement und betreibt weltweit Stadien, Arenen, Kongresszentren und Veranstaltungsorte. Es entstand 2019 durch die Fusion der zur Anschutz Entertainment Group gehörenden AEG Facilities und dem damals eigenständigen Betreiber, der 1977 gegründeten Spectacor Management Group (SMG). Daneben existierte bis zur Fusion 2019 auch ein australischer Ableger, die AEG Ogden, ein auf die Verwaltung von Sportstätten und Kongresszentren in Australien und Asien spezialisiertes Joint Venture zwischen australischen Investoren und der besagten AEG Facilities.
Der Hauptsitz des auf fünf Kontinenten agierenden Betreibers befindet sich in Los Angeles im US-Bundesstaat Kalifornien, mit verschiedenen regionalen Niederlassungen in verschiedenen Teilen der Welt, darunter Nordamerika, Europa, Asien, Australien und dem Nahen Osten. Seit März 2021 tritt Ron Bension als CEO und Präsident von ASM Global in Erscheinung.
Im August 2024 wurde die bereits im Jahr zuvor angekündigte Übernahme von ASM Global durch das ebenfalls in den USA ansässige und 2008 gegründete Unternehmen Legends Hospitality, ein Joint Venture von Yankee Global Enterprises und Jerry Jones von den Dallas Cowboys, abgeschlossen. Berichten zufolge übernahm Legends das Unternehmen für 2,3 Milliarden US-Dollar. Durch die Übernahme hat das Unternehmen weltweit über 10.000 Vollzeitbeschäftigte und eine exorbitant höhere Anzahl an Teil- bzw. geringfügig Beschäftigten.

## Geschichte
Das Unternehmen, das weltweit über 400 Veranstaltungsorte betreibt, tritt dabei in sämtlichen Bereichen des Managements von Veranstaltungsorten in Erscheinung. Neben dem Betrieb und der Verwaltung von Veranstaltungsorten ist dies auch Event-Management und -Planung, Marketing und Sponsoring, Gastronomie und Hospitality-Services, technische Dienstleistungen und Infrastrukturmanagement sowie Nachhaltigkeit und Innovation, wie beispielsweise die Umsetzung umweltfreundlicher Konzepte wie Abfallmanagement, Energieeffizienz oder CO₂-Reduktion. Daneben tritt das Unternehmen auch im Bereich Sicherheit und Risikomanagement in Erscheinung.

## Liste der von ASM Global verwalteten Veranstaltungsstätten (Auswahl)

### Stadien
- 121 Financial Ballpark (Jacksonville, Florida)
- 3Arena (Stockholm, Schweden)
- Allegacy Federal Credit Union Stadium (Winston-Salem, North Carolina)
- Allegiant Stadium (Las Vegas, Nevada)
- Banner Island Ballpark (Stockton, Kalifornien)
- Caesars Superdome (New Orleans, Louisiana)
- EverBank Stadium (Jacksonville, Florida)
- Kai Tak Sports Park (Kowloon, Hongkong)
- Lynn Family Stadium (Louisville, Kentucky)
- NRG Astrodome (Houston, Texas)
- NRG Stadium (Houston, Texas)
- Oakland-Alameda County Coliseum (Oakland, Kalifornien)
- Optus Stadium (Burswood, Australien)
- Soldier Field (Chicago, Illinois)
- State Farm Stadium (Glendale, Arizona)
- Strawberry Arena (Stockholm, Schweden)
- Suncorp Stadium (Milton, Australien)
- U.S. Bank Stadium (Minneapolis, Minnesota)

### Arenen
- 1st Summit Arena @ The Cambria County War Memorial (Johnstown, Pennsylvania)
- accesso ShoWare Center (Kent, Washington)
- Adventist Health Arena (Stockton, Kalifornien)
- Amica Mutual Pavilion (Providence, Rhode Island) : ASM Global fungierte bis 1. Juli 2024 als Betreiber.[7] Seitdem übernahm die aus Denver, Colorado, stammende Oak View Group das Management und die Tätigkeit als Betreiber des Amica Mutual Pavilion und der angrenzenden Veranstaltungsstätten.[8]
- Annexet (Stockholm, Schweden)
- Antel Arena (Montevideo, Uruguay)
- AO Arena (Manchester, England, Vereinigtes Königreich)
- Avenir Centre (Moncton, New Brunswick, Kanada)
- Avicii Arena (Stockholm, Schweden)
- Barclays Center (Brooklyn, New York)
- BMO Center (Rockford, Illinois)
- Boeing Center at Tech Port (San Antonio, Texas)
- Brisbane Entertainment Centre (Brisbane, Australien)
- Brookshire Grocery Arena (Bossier City, Louisiana)
- Cabarrus Arena (Concord, North Carolina)
- Canton Memorial Civic Center (Canton, Ohio)
- Cantù Arena (Cantù, Italien)
- Carlson Center (Fairbanks, Alaska)
- CFG Bank Arena (Baltimore, Maryland) : ASM Global fungierte bis 1. Juli 2023 als Betreiber; seitdem übernahm die aus Denver, Colorado, stammende Oak View Group das Management und die Tätigkeit als Betreiber der CFG Bank Arena.[9]
- ChorusLife Arena (Bergamo, Italien)
- Coca-Cola Arena (Dubai, Vereinigte Arabische Emirate)
- Coliséo de Puerto Rico (Hato Rey, Puerto Rico)
- Connexin Live (Hull, England, Vereinigtes Königreich)
- Cowtown Coliseum (Fort Worth, Texas)
- Crypto.com Arena (Los Angeles, Kalifornien)
- DCU Center Arena (Worcester, Massachusetts)
- Denny Sanford Premier Center (Sioux Falls, South Dakota)
- Desert Diamond Arena (Glendale, Arizona)
- Dow Event Center Arena (Saginaw, Michigan)
- Exhibition World Bahrain (Sakhir, Bahrain)
- First Direct Arena (Leeds, England, Vereinigtes Königreich)
- Fiserv Forum (Milwaukee, Wisconsin)
- Fishers Event Center (Fishers, Indiana)
- Five Flags Center (Dubuque, Iowa)
- Florence Center (Florence, South Carolina)
- Hovet (Stockholm, Schweden)
- Huntington Center (Toledo, Ohio)
- Intrust Bank Arena (Wichita, Kansas)
- John Paul Jones Arena (Charlottesville, Virginia)
- Kaseya Center (Miami, Florida)
- KFC Yum! Center (Louisville, Kentucky)
- Knoxville Civic Coliseum (Knoxville, Tennessee)
- Lawrence Joel Veterans Memorial Coliseum (Winston-Salem, North Carolina)
- Long Beach Arena (Long Beach, Kalifornien)
- Marshall Health Network Arena (Huntington, West Virginia)
- Mayo Civic Center Arena (Rochester, Minnesota)
- Mechanics Bank Arena (Bakersfield, Kalifornien)
- Meridian Centre (St. Catharines, Ontario, Kanada)
- Mohegan Arena at Casey Plaza (Wilkes-Barre, Pennsylvania)
- Movistar Arena (Buenos Aires), Buenos Aires, Argentinien [10]
- Movistar Arena (Santiago de Chile), Santiago de Chile, Chile [11]
- MVP Arena (Albany, New York)
- Nassau Veterans Memorial Coliseum (Long Island, New York)
- Newcastle Entertainment Centre (Newcastle, Australien)
- North Charleston Coliseum (North Charleston, South Carolina)
- NRG Arena (Houston, Texas)
- Nutter Center (Fairborn, Ohio)
- Oakland Arena (Oakland, Kalifornien)
- OVO Arena Wembley (London, England, Vereinigtes Königreich)
- OVO Hydro (Glasgow, Schottland, Vereinigtes Königreich)
- P&J Live (Aberdeen, Schottland, Vereinigtes Königreich)
- Paycom Center (Oklahoma City, Oklahoma)
- Pechanga Arena (San Diego, Kalifornien)
- Pensacola Bay Center (Pensacola, Florida)
- Peoria Civic Center (Peoria, Illinois)
- Petersen Events Center (Pittsburgh, Pennsylvania)
- Pinnacle Bank Arena (Lincoln, Nebraska)
- Qudos Bank Arena (Sydney, Australien)
- RAC Arena (Perth, Australien)
- Raising Cane’s River Center (Baton Rouge, Louisiana)
- Rapides Parish Coliseum (Alexandria, Louisiana)
- Reed Arena (College Station, Texas)
- Rudolf Weber-Arena (Oberhausen, Deutschland)
- Sage Arena (Gateshead, England, Vereinigtes Königreich)
- Sames Auto Arena (Laredo, Texas)
- Sanford Center (Bemidji, Minnesota)
- Santander Arena (Reading, Pennsylvania)
- Save Mart Center (Fresno, Kalifornien)
- Selland Arena (Fresno, Kalifornien)
- Sheffield Arena (Sheffield, England, Vereinigtes Königreich) [12]
- Silver Spurs Arena at Osceola Heritage Park (Kissimmee, Florida)
- Sioux Falls Arena (Sioux Falls, South Dakota)
- Slush Puppie Place (Kingston, Ontario, Kanada)
- Smoothie King Center (New Orleans, Louisiana)
- SNHU Arena (Manchester, New Hampshire)
- T-Mobile Center (Kansas City, Missouri)
- Target Center (Minneapolis, Minnesota)
- The O2 Arena (London, England, Vereinigtes Königreich)
- Toyota Arena (Ontario, Kalifornien)
- Truist Arena (Highland Heights, Kentucky)
- Tucson Arena (Tucson, Arizona)
- Uber Arena, Berlin, Deutschland
- Upstate Medical Arena at The Oncenter War Memorial (Syracuse, New York)
- Utilita Arena (Newcastle upon Tyne, Vereinigtes Königreich)
- Van Andel Arena (Grand Rapids, Michigan)
- Veterans Memorial Coliseum (Madison, Wisconsin)
- VyStar Veterans Memorial Arena (Jacksonville, Florida)

### Kongress- und Ausstellungszentren
- Albany Capital Center (Albany, New York)
- Albuquerque Convention Center (Albuquerque, New Mexico)
- AO Arena (Manchester, England, Vereinigtes Königreich)
- Beanfield Centre (Toronto, Ontario, Kanada)
- Blue Water Convention Center (Port Huron, Michigan)
- Branson Convention Center (Branson, Missouri)
- Bridgewater Hall (Manchester, England, Vereinigtes Königreich)
- Brisbane Convention & Exhibition Centre (Brisbane, Australien)
- Broward County Convention Center (Fort Lauderdale, Florida)
- Cabarrus Events Center (Concord, North Carolina)
- Caesars Superdome Convention Center (New Orleans, Louisiana)
- Cairns Convention Centre (Cairns, Australien)
- Century Center (South Bend, Indiana)
- Century II Performing Arts & Convention Center (Wichita, Kansas)
- Charles F. Dodge City Center (Pembroke Pines, Florida)
- Charleston Area Convention Center (North Charleston, North Carolina)
- Charlotte Harbor Event & Conference Center (Punta Gorda, Florida)
- Chilhowee Park & Exposition Center (Knoxville, Tennessee)
- Colorado Convention Center (Denver, Colorado)
- Connexin Live (Hull, England, Vereinigtes Königreich)
- Darwin Convention Centre (Darwin, Australia)
- David L. Lawrence Convention Center (Pittsburgh, Pennsylvania)
- Dayton Convention Center (Dayton, Ohio)
- DCU Center Convention Center (Worcester, Massachusetts)
- Dena’ina Civic and Convention Center (Anchorage, Alaska)
- DeVos Place Convention Center (Grand Rapids, Michigan)
- Dow Event Center (Saginaw, Michigan)
- Duke Energy Convention Center (Cincinnati, Ohio)
- Enercare Centre (Toronto, Ontario, Kanada)
- Exhibition World Bahrain (Sakhir, Bahrain)
- First Direct Arena (Leeds, England, Vereinigtes Königreich)
- Florence Center (Florence, South Carolina)
- Fresno Convention Center (Fresno, Kalifornien)
- Gateshead Quays Conference & Exhibition Centre (Gateshead, England, Vereinigtes Königreich)
- Glass City Center (Toledo, Ohio)
- Greater Columbus Convention Center (Columbus, Ohio)
- Hampton Roads Convention Center (Hampton, Virginia)
- Hawaii Convention Center (Honolulu, Florida)
- Huntington Convention Center of Cleveland (Cleveland, Ohio)
- Huntington Place (Detroit, Michigan)
- International Convention Centre Sydney (Sydney, Australien)
- Irving Convention Center at Las Colinas (Irving, Texas)
- Ithaca Downtown Conference Center (Ithaca, New York)
- Jekyll Island Convention Center (Jekyll Island, Georgia)
- Judson F. Williams Convention Center (El Paso, Texas)
- Knoxville Convention Center (Knoxville, Tennessee)
- Kuala Lumpur Convention Centre (Kuala Lumpur, Malaysia)
- Las Cruces Convention Center (Las Cruces, New Mexico)
- Long Beach Convention Center (Long Beach, Kalifornien)
- Los Angeles Convention Center (Los Angeles, Kalifornien)
- Mayo Civic Center (Rochester, Minnesota)
- Meadowlands Exposition Center (Secaucus, New Jersey)
- Mechanics Bank Theater and Convention Center (Bakersfield, Kalifornien)
- Moscone Center (San Francisco, Kalifornien)
- Mountain America Expo Center (Sandy, Utah)
- NRG Center (Houston, Texas)
- Oklahoma City Convention Center (Oklahoma City, Oklahoma)
- Old National Events Plaza (Evansville, Indiana)
- Olympia Events (London, England, Vereinigtes Königreich)
- Ontario Convention Center (Ontario, Kalifornien)
- P&J Live (Aberdeen, Schottland, Vereinigtes Königreich)
- Palm Springs Convention Center (Palm Springs, Kalifornien)
- Panama Convention Center (Panama-Stadt, Panama)
- Pennsylvania Convention Center (Philadelphia, Pennsylvania)
- Peoria Civic Center (Peoria, Illinois)
- Pontchartrain Convention and Civic Center (Kenner, Louisiana)
- Prime F. Osborn III Convention Center (Jacksonville, Florida)
- Puerto Rico Convention Center (San Juan, Puerto Rico)
- Raising Cane’s River Center Convention Center (Baton Rouge, Louisiana)
- Salt Palace (Salt Lake City, Utah)
- Sanford Center (Bemidji, Minnesota)
- Shreveport Convention Center (Shreveport, Louisiana)
- Sioux Falls Convention Center (Sioux Falls, South Dakota)
- Te Pae Christchurch Convention Centre (Christchurch, Neuseeland)
- The Events Center at Osceola Heritage Park (Kissimmee, Florida)
- The Oncenter/Nicholas J. Pirro Convention Center (Syracuse, New York)
- Tucson Convention Center (Tucson, Arizona)
- Utilita Arena (Newcastle upon Tyne, Vereinigtes Königreich)
- Valdez Hall (Fresno, Kalifornien)
- Wildwoods Convention Center (Wildwood, New Jersey)
- William A. Egan Convention Center (Anchorage, Alaska)
- Wilmington Convention Center (Wilmington, North Carolina)
- World’s Fair Exhibition Hall (Knoxville, Tennessee)
- York Barbican (York, England, Vereinigtes Königreich)

### Theater
- Abraham Chavez Theatre (El Paso, Texas)
- Aiken Theatre (Evansville, Indiana)
- Altria Theater (Richmond, Virginia)
- Ashe Auditorium (Miami, Florida)
- Bellco Theatre (Denver, Colorado)
- Beverly O’Neill Theater (Long Beach, Kalifornien)
- Bob Hope Theatre (Stockton, Kalifornien)
- Bridgewater Hall (Manchester, England, Vereinigtes Königreich)
- Buddy Holly Hall of Performing Arts and Sciences (Lubbock, Texas)
- Capital One Hall (Tysons, Virginia)
- Century II Performing Arts and Convention Center (Wichita, Kansas)
- Coronado Theatre (Rockford, Illinois)
- DeVos Performance Hall (Grand Rapids, Michigan)
- Distrito T-Mobile (San Juan, Puerto Rico)
- Dominion Energy Center (Richmond, Virginia)
- Five Flags Theater (Dubuque, Iowa)
- F. M. Kirby Center for the Performing Arts (Wilkes-Barre, Pennsylvania)
- ICC Sydney Theatre (Sydney, Australien)
- Jacoby Hall at TUCPA (Jacksonville, Florida)
- James L. Knight Center (Miami, Florida)
- Kiva Auditorium (Albuquerque, New Mexico)
- Knoxville Civic Auditorium (Knoxville, Tennessee)
- Kodak Center (Rochester, New York)
- Leo Rich Theater (Tucson, Arizona)
- Maxwell C. King Center for the Performing Arts (Melbourne, Florida)
- Mayo Civic Center Auditorium and Dr. Charles H. Mayo Presentation Hall (Rochester, New York)
- Moran Theater at TUCPA (Jacksonville, Florida)
- North Charleston Performing Arts Center (North Charleston, South Carolina)
- Pantages Theater (Tacoma, Washington)
- Playhouse Whitley Bay (Whitley Bay, England, Vereinigtes Königreich)
- Plaza Theatre (El Paso, Texas)
- Prairie Home Alliance Theater (Peoria, Illinois)
- Raising Cane’s River Center Theatre (Baton Rouge, Louisiana)
- Rialto Theater (Tacoma, Washington)
- Ritz Theatre (Jacksonville, Florida)
- Saenger Theatre (Pensacola, Florida)
- Santander Performing Arts Center (Reading, Pennsylvania)
- Saroyan Theatre (Fresno, Kalifornien)
- Shreveport Municipal Memorial Auditorium (Shreveport, Louisiana)
- Södra Teatern (Stockholm, Schweden)
- Stranahan Theater and Great Hall (Toledo, Ohio)
- Terrace Theater (Long Beach, Kalifornien)
- Terry Theater at TUCPA (Jacksonville, Florida)
- The Oncenter Carrier Theater (Syracuse, New York)
- The Oncenter Crouse Hinds Theatre (Syracuse, New York)
- The Theater at Dow Events Center (Saginaw, Michigan)
- Theatre on the Square (Tacoma, Washington)
- Tucson Music Hall (Tucson, Arizona)
- Wagner Noël Performing Arts Center (Midland, Texas)
- York Barbican (York, England, Vereinigtes Königreich)

### Amphitheater
- Capitol Federal Amphitheater (Andover, Kansas)
- Champions Square (New Orleans, Louisiana)
- Davis Park at Founders Landing (Rockford, Illinois)
- Empower Federal Credit Union Amphitheater at Lakeview (Syracuse, New York)
- Greek Theatre (Los Angeles, Kalifornien)
- Jolt Credit Union Event Park (Saginaw, Michigan)
- Koka Booth Amphitheatre (Cary, North Carolina)
- McKelligon Canyon Amphitheatre (El Paso, Texas)
- Pier Six Pavilion (Baltimore, Maryland)
- Pinewood Bowl Theater (Lincoln, Nebraska)
- Thunder Ridge Nature Arena (Ridgedale, Missouri)

### Reitsportzentren
- Cabarrus Equine Center (Concord, North Carolina)
- Del Mar Fairgrounds and Racetrack (Del Mar, Kalifornien)
- Los Angeles Equestrian Center (Burbank, Kalifornien)
- Osceola Heritage Park (Kissimmee, Florida)
- Salt Lake County Equestrian Park (South Jordan, Utah)

### Freizeiteinrichtungen
- Albuquerque Regional Sports Complex (Albuquerque, New Mexico)
- Baseball Stadium at Devon & Kedzie (Chicago, Illinois)
- Canada Games Park (Thorold, Ontario, Kanada)
- Civic Plaza (Albuquerque, New Mexico)
- ComEd Rec Center (Chicago, Illinois)
- Dempsey-Anderson Ice Rink (Anchorage, Alaska)
- Dr. Conrad Worrill Track and Field Center at Gately Park (Chicago, Illinois)
- Gold Mine on Airline (Metairie, Louisiana)
- Henrico Sports & Events Center (Glen Allen, Virginia)
- Long Beach Aquarium of the Pacific (Long Beach, Kalifornien)
- Long Beach Grand Prix Circuit (Long Beach, Kalifornien)
- McFetridge Sports Center (Chicago, Illinois)
- Millennium Youth Entertainment Complex (Austin, Texas)
- Monroe Park Conservancy (Canandaigua, New York)
- Morgan Park Sports Center (Chicago, Illinois)
- North Central Recreational Center (Ebensburg, Pennsylvania)
- Norton Healthcare Sports & Learning Center (Louisville, Kentucky)
- Oak Park Ice Rink (Stockton, Kalifornien)
- Prairie Surf Studios (Oklahoma City, Oklahoma)
- Stockton Downtown Marina (Stockton, Kalifornien)